# Radomír Ištvan
Radomír Ištvan (* 25. Januar 1959 in Brünn) ist ein tschechischer Komponist und Musikpädagoge.
Der Sohn des Komponisten Miloslav Ištvan hatte als Kind Klavier- und später Kontrabassunterricht bei Alois Kříž. Im Alter von 15 Jahren begann er ein Kompositionsstudium am Brünner Konservatorium, danach setzte er seine Ausbildung an der Janáček-Musikakademie bei Alois Piňos fort. Nach dem Armeedienst war er ab 1984 Pianist am Brünner Konservatorium, wo er ab 1989 Musiktheorie und Komposition unterrichtete und ab 1996 die Sektion Musiktheorie leitete. Daneben engagierte er sich in der musikalischen Jugendarbeit in Brünn.
Ištvan erhielt unter anderem Preise beim Wettbewerb junger tschechischer Komponisten des Kultusministeriums, bei Wettbewerben der Janáček-Musikakademie und des Tschechischen Musikfonds.

## Werke
- Když padá listí, 1983
- Hudba pro violu, smyčce a , 1984
- Krajiny, 1988
- Invence pro trubku a klavír, 1992
- Odlétání, 1992
- Refrény, 1993
- Hudba pro dva, 1994
- Hudba básníkovi, 1994
- Setkávání a míjení, 1995
- Nedělní odpoledne, 1995
- Proměny ΙΙ, 1996
- Hudba básníkovi ΙΙ, 1997
- Hudba pro klarinet a klavír, 1998
- Šest drobností pro 2 flétny, 1998
- Partita pro kytaru a violoncello, 1998
- Variace pro cembalo, 2000
- Dechový kvintet č. 2, 2000
- Malá mše, 2002
- Hudba pro tři, 2002